# Philipp Jakob Riotte

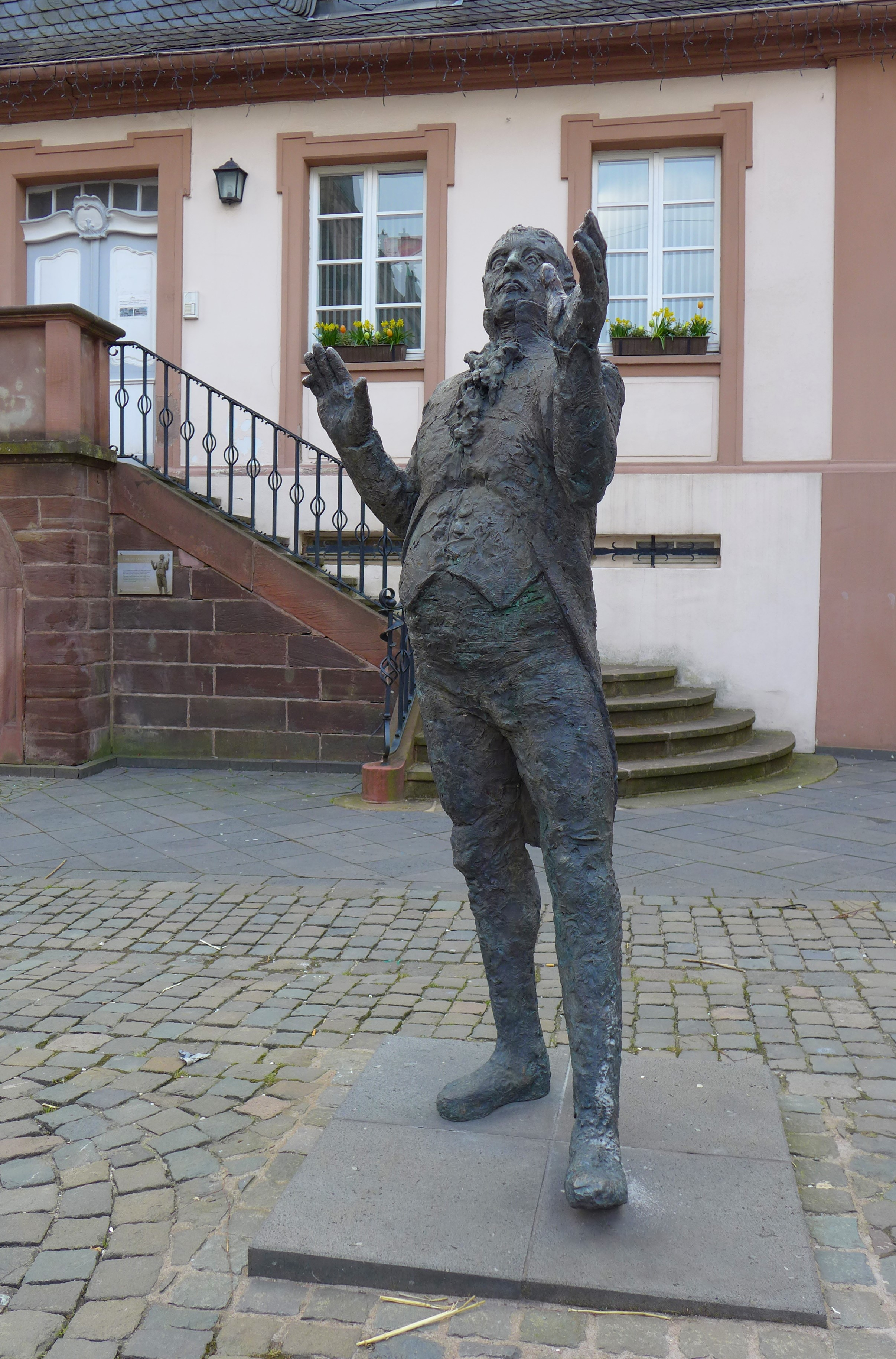
Denkmal des Komponisten Philipp Jakob Riotte auf dem St. Wendeler Fruchtmarkt, wo er schräg gegenüber dem Portal des Wendelsdomes geboren wurde; Da von Riotte kein Bildnis überliefert ist, orientiert sich die Statue an den Gesichtszügen seines Bruders Johann N. Riotte; Bronzeplastik von Kurt Tassotti aus dem Jahr 2016

Philipp Jakob Riotte (* 16. August 1776 in St. Wendel; † 20. August 1856 in Wien) war ein deutscher Komponist der Klassik.

## Leben
Philipp Jakob Riotte entstammte wahrscheinlich einer französischen Emigrantenfamilie (Hugenotten). Die frühesten Berichte weisen ihn als Sängerknaben in seiner Heimatstadt St. Wendel aus. Er studierte Violine, Violoncello und danach Klavier sowie Orgel. 1793 erhielt er seine erste Anstellung als Organist in einem Trierer Seminar. 1794 bis 1805 folgten Aufenthalte im saarländischen Blieskastel, der Residenz der Reichsgrafen von der Leyen, sowie Frankfurt am Main und Offenbach. In Offenbach am Main setzte er seine Studien bei dem Komponisten und Musikverleger Johann Anton André fort. Von 1806 bis 1808 war Riotte als Kapellmeister in Danzig und als Musikdirektor in Magdeburg tätig.
Im Jahr 1808 ließ sich Riotte in Wien nieder. Zunächst lebte er von Klavierstunden und eigenen Kompositionen, die verlegt wurden. Zusätzlich betätigte er sich als musikalischer Unterhalter. An die seinerzeitige musikalische Mode angelehnt, schuf er zwischen 1810 und 1815 vier „Charakteristische Tongemälde“, die ihm Erfolg eintrugen. Eines dieser „Gemälde“ war die Schlacht von Leipzig oder Deutschlands Befreiung; die Noten dieses Werkes fanden in ganz Deutschland Verbreitung. Daneben schrieb er Opern und Oratorien, Klavierauszüge zu den Erfolgsopern für die Hausmusik und Variationen über Opernthemen. Der spätere Komponist Andreas Späth (1790–1876), aus Coburg von der Hofkapelle als Klarinettist kommend, bildete sich 1816 bei Riotte musikalisch weiter.

Friedensrichter J. N. Riotte, Bruder von Philipp Jakob Riotte

1818 fand Riotte eine Anstellung als Vizekapellmeister am Theater an der Wien, die er bis 1828 beibehielt. Das Theater hatte sich in besonderer Weise dem Genre „Kinderballett“ verschrieben, für die Riotte die jeweilige Musik schrieb. Für einige Popularität zu dieser Zeit spricht der Umstand, dass sein Geburtstag im Musikalischen Erinnerungskalender des Wiener Allgemeinen Musikalischen Anzeigers vom 22. August 1829 erwähnt wird. Im Verlauf der 1830er Jahre schrieb er für das Wiener Leopoldstädter Theater eine erhebliche Menge an Kompositionen. Mit über 300 Aufführungen lag Riotte hinter Ignaz von Seyfried und Wolfgang Amadeus Mozart, aber noch vor dem seinerzeitigen „Operngott“ Gioacchino Rossini.
1856 verstarb Philipp Jakob Riotte in Wien; er hatte keine Nachkommen. Aufgrund seiner engen Verbundenheit mit St. Wendel unterstützte er viele St. Wendeler Bürger und veranlasste testamentarisch eine Stiftung für die Bedürftigen der Riotteschen Familie und die Armen der Stadt. Seinem Bruder Johann Riotte hinterließ er 500 Gulden, eine goldene Uhr sowie die Zinsen aus einem Fonds von 2.000 Gulden.
Von Riotte sind keine Porträt-Abbildungen bekannt. Es ist anzunehmen, dass der Maler Nikolaus Lauer Gemälde von Riotte und seiner Ehefrau schuf; diese hinterließ Riotte testamentarisch dem Justizrat Johann Georg Nikolaus Knauer (1797–1868) in St. Wendel, einem Schwiegersohn seines Bruders Johann Nikolaus Riotte. Sie gelten als verschollen. 1852 wurde für Riotte ein Reisepass ausgestellt, dessen Personenbeschreibung erhalten blieb. Danach hatten seine Gesichtszüge und seine übrigen Körpermerkmale starke Ähnlichkeit mit seinem Bruder, dem St. Wendeler Friedensrichter Johann N. Riotte. Von diesem ist ein Porträt vorhanden, das eine Vorstellung von der Person Philipp Jakob Riottes vermitteln kann.
Riotte war nach Darstellungen von Kritikern wohl ein Komponist, der seine Schöpfungen weitestgehend dem Zeitgeschmack anpasste. Ihm wird „… eine gewandte Mache, eine ansprechende Melodiösität, aber ebenso auch der Mangel an originaler Schöpferkraft …“ nachgesagt. Der Kritiker Max Dietz urteilt: „Im ganzen ist R. als ein Ableger der classicistischen Traditionen der Wiener Schule zu bezeichnen und reiht sich unter die vielen Nachtreter und Popularisirer der Mozart’schen Weise.“

## Werke (Auswahl)
Das Gesamtwerk Philipp Jakob Riottes umfasst:
- 14 Opern
- 33 Operetten, Singspiele, Zauberspiele, Lokalpossen und Parodierende Possen
- 11 Ballette
- 7 Kinderballette
- 8 Schauspielmusiken
- 3 Beiträge zu Quodlibets
- Sinfonie Nr. 1 in C op. 25
- Sinfonie Nr. 2
- 3 Klarinettenkonzerte (in B op. 19 oder 24 oder 26; in C op. 36 oder 39)
- 3 Flötenkonzerte (u. a. Nr. 1 in G op. 4)
- 1 Hornkonzert
- Klavierkonzert in E op. 8
- Großes Konzert für Klavier mit Orchesterbegleitung op. 15
- 1 Konzert für zwei Piano’s (unvollendet)
- 5 Streichquartette (u. a. 3 in op 21)
- 5 Klaviertrios
- 9 Sonaten für Violine und Klavier
- Klaviersonaten, Sonatinas
- Septett für Klavier, Violine, Klarinette, Viola, Violoncello und 2 Hörner
- Die Schlacht bey Leipzig oder Deutschlands Befreyung für Pianoforte bzw. für Flöte, Violine, Viola und Violoncello
- Messe in D-Dur

Einzelwerke
- Piedro und Elmira (D. Albrecht), Oper in 3 Akten (1807, Magdeburg)
- Moisasurs Zauberfluch (Ferdinand Raimund), Zauberspiel in 2 Akten (1827, Wien)
- Die geschwätzige Stumme von Nußdorf (Karl Meisl), Parodie (1830, Wien)
- Der Sturm (Johann Gabriel Seidl nach Shakespeare), Oper in 3 Akten (1833, Brünn)
- Der Postillion von Stadelenzersdorf (Aloys Gleich), Parodie (1838, Wien)
- Das Grenzstädtchen (1809)
- Wanda, Königin der Sarmaten (1812)
- Kasem (1818)
- Azendar (1819)
- Der hölzerne Säbel (1820)
- Die Witwe und ihre Freier (1820)
- Staberl als Freischütz (1822)
- Euphemie von Avogara (1823)
- Der kurze Mantel (1824)
- Die Gaben des eisernen Königs (1824)
- Der Kopf von Eisen (1825)
- Die Drillingsschwestern und der Waldgeist (1825)
- Nurredin, Prinz von Persien (1825)
- Die Prise Toback (1825)
- Die Vettern (1825)
- Nurredin, Prinz von Persien (1825)
- Moisasurs Zauberfluch (1827)
- Zwei Uhr (1827)
- Vetter Lucas von Jamaika (1828)
- Die Liebe auf der Alm (1833)
- Der Schirm (o. J.)
- Notturno op. 53 für Violine und Harfe (oder Klavier) (1850)[5]

## Diskographie
2002 veröffentlichte das Label Novalis in Zusammenarbeit mit dem SWR eine CD mit einer Sinfonie (op. 25), einem Klarinettenkonzert (op. 28) und einem Flötenkonzert (op. 4), eingespielt vom Stuttgarter Kammerorchester.
Das Label Koch Schwann veröffentlichte 1993 eine Harfen-CD mit Werken von vier Komponisten, darunter Riotte: Zweisätziges Nocturno für Harfe und Violine (gespielt von Edward Witsenburg und Ernö Sebestyen).